# Oggi le canto così, vol.2 Paoli e Tenco
Oggi le canto così, vol.2 Paoli e Tenco, pubblicato nel 1980, è un album della cantante italiana Ornella Vanoni.

## Il disco
L'album raccoglie alcuni pezzi di Gino Paoli e Luigi Tenco che Ornella aveva interpretato e inciso nella sua carriera, con l'eccezione de Il cielo in una stanza qui proposta per la prima volta.; il disco è una sorta di concept album in quanto spesso i pezzi si susseguono senza interruzioni e con Ornella che recita alcuni stralci di canzoni di Tenco.
L'edizione originale, uscita su etichetta CGD/Vanilla 20219, presenta copertina a busta chiusa non laminata e la busta interna con tutti i crediti e una fotografia della cantante, ripresa di spalle davanti al mixer in sala d'incisione.
La prima edizione è intitolata Oggi le canto così n.2 - Raccolta di successi. Successivamente il titolo venne modificato coprendo la frase "raccolta di successi" con un adesivo che ha modificato il titolo in Oggi le canto così n.2 - Paoli e Tenco. Una terza edizione ha i nomi dei due autori stampati direttamente sulla copertina.

## Tracce
1. Me in tutto il mondo - 3:23 - (Gino Paoli)
2. Che cosa c'è - 3:49 - (Gino Paoli)
3. Senza fine - 3:38 - (Gino Paoli)
4. Mi sono innamorata di te - 4:30 - (Luigi Tenco)
5. Il cielo in una stanza - 2:23 - (Gino Paoli)
6. Vedrai vedrai - 3:12 - (Luigi Tenco)
7. Ragazzo mio - 4:00 - (Luigi Tenco)
8. Sassi - 4:01 - (Gino Paoli)
9. Io sì - 2:48 - (Luigi Tenco)
10. Lontano, lontano - 3:37 - (Luigi Tenco)

## Formazione
- Ornella Vanoni – voce
- Beppe Quirici – basso
- Luciano Stella – sintetizzatore, programmazione
- Gilberto Martellieri – tastiera
- Mauro Bianco – chitarra
- Marvin Johnson – batteria
- Antonio Marangolo – sax